# Kazimierz Twardowski
Kazimierz Jerzy Adolf ze Skrzypny Ogończyk Twardowski (ur. 20 października 1866 w Wiedniu, zm. 11 lutego 1938 we Lwowie) – polski filozof, psycholog i logik, twórca lwowsko-warszawskiej szkoły filozofii, encyklopedysta. Laureat Nagrody Naukowej m. Łodzi za 1936 rok, Towarzystwa Naukowego we Lwowie i m. Lwowa (1937).

## Życiorys

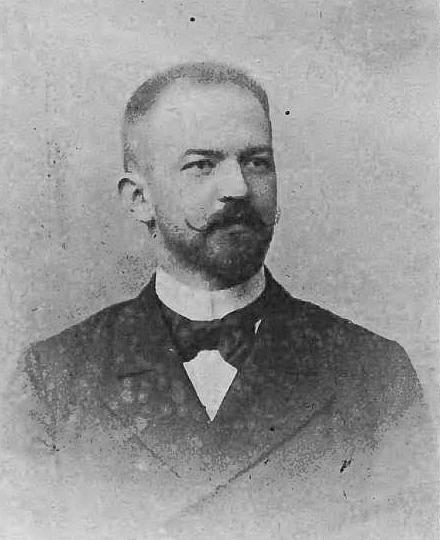
Kazimierz Twardowski (przed 1906)

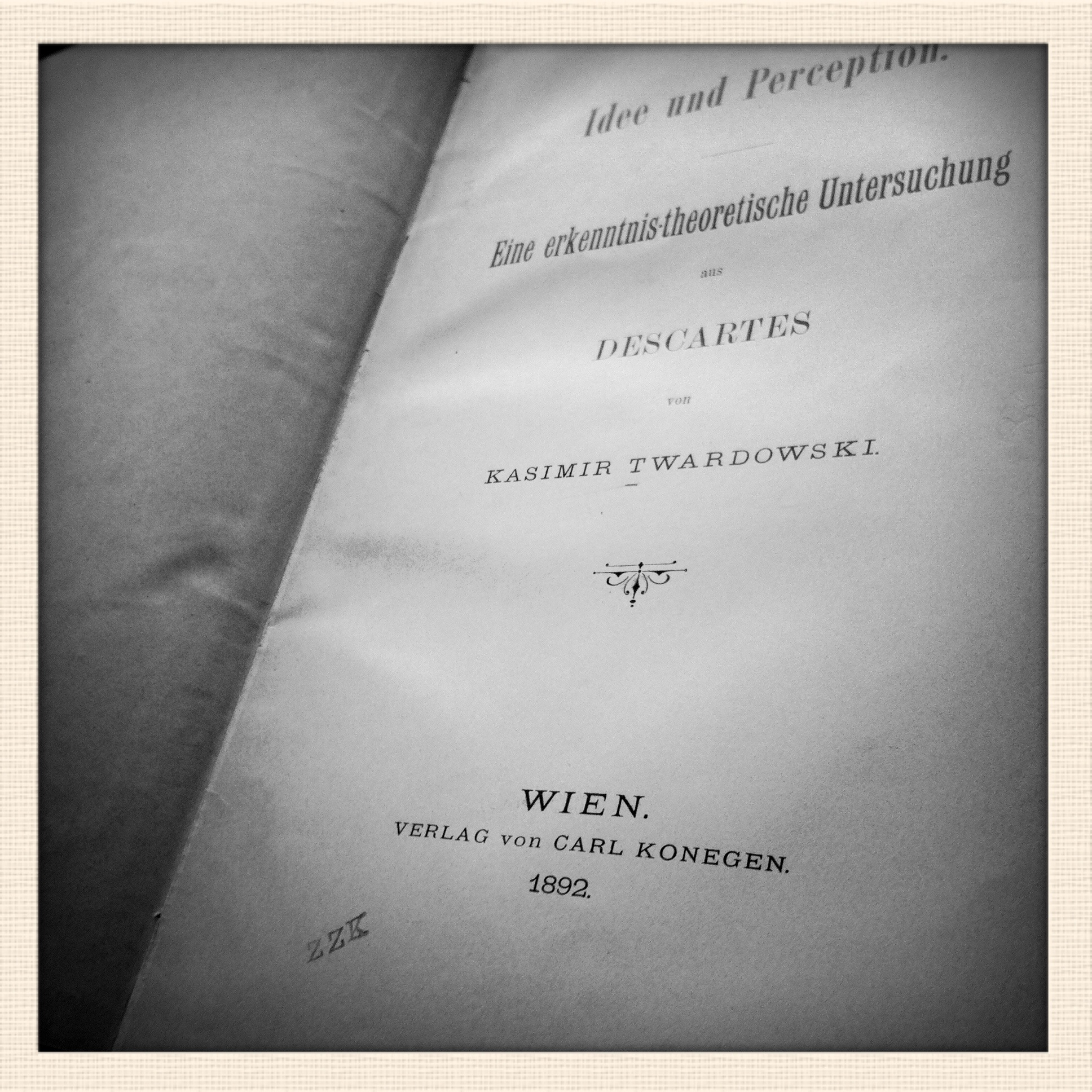
Karta tytułowa Idee und Perception, doktoratu Twardowskiego

Urodził się w polskiej rodzinie zamieszkałej w Wiedniu. Przez osiem lat kształcił się w Theresianum – wiedeńskim gimnazjum, tam też złożył egzamin dojrzałości. Następnie podjął studia na Wydziale Filozoficznym Uniwersytetu w Wiedniu. Studiował filozofię pod kierunkiem Franza Brentano, a także filologię klasyczną, matematykę i fizykę. Doktorat z filozofii obronił (u Roberta von Zimmermanna) w 1891 roku. Jego praca habilitacyjna Zur Lehre vom Inhalt und Gegenstand der Vorstellungen (O treści i przedmiocie przedstawień, 1894) okazała się ważną pozycją filozoficzną przełomu XIX i XX wieku, wpływając na poglądy czołowych filozofów europejskich (m.in. Husserla). W 1894 prowadził wykłady z filozofii na Uniwersytecie Wiedeńskim jako docent prywatny.
Jako Polak nie mógł liczyć na karierę naukową w Austrii, więc – chcąc wykładać filozofię po polsku i dla Polaków – w 1895 przeniósł się na Uniwersytet Lwowski. Efekt jego pracy na uniwersytecie był ogromny: na jego wykłady przychodziło po 2 tysiące osób, w tym wiele przyjeżdżających z innych miast – konieczne więc było wynajmowanie sali koncertowej. Z jego inicjatywy w 1904 roku powstało Polskie Towarzystwo Filozoficzne, wydające od 1911 roku „Ruch Filozoficzny”, którego w latach 1911–1936 był redaktorem naczelnym. Na jego wykłady uniwersyteckie („Zarys historii filozofii”, „Zarys logiki”, „Wstęp do psychologii”, „Życie psychiczne a układ nerwowy”, „Rozwój filozofii nowożytnej”), obowiązkowe dla wszystkich studentów Wydziału Humanistycznego i Wydziału Prawa, prowadzone o bardzo wczesnej porze, przychodziły tłumy studentów. Twardowski był świetnym wykładowcą i dydaktykiem. Jak wspomina jeden z jego słuchaczy, Kazimierz Michałowski:
Punktualnie o godz. ósmej rano Kazimierz Twardowski przy świetle palników gazowych rozpoczynał swe wykłady z logiki, w największym podówczas audytorium, w starym budynku uniwersyteckim przy ulicy św. Mikołaja, na drugim piętrze. Sala – jak zawsze – była pełna. Biada studentowi, choćby nawet nosił mundur kapitana lub majora, gdyby spóźnił się bodaj o minutę na wykład. Profesor wówczas przerywał wykład i lustrował swoim przenikliwym spojrzeniem nieszczęśnika, który jak niepyszny wślizgiwał się do ławek lub stawał pod ścianą. Było naprawdę rzeczą zastanawiającą, jak ci ludzie, którzy rozkazywali plutonom, kompaniom czy nawet batalionom, których uczono z pogardą patrzeć na cywilów, tracili przed obliczem profesorów swoją butną postawę, pewność siebie i pomimo Virtuti Militari czy Krzyżów Walecznych zdobiących niejednokrotnie ich piersi, zachowywali się z uszanowaniem, a nawet pokornie. Zrozumiałem wówczas dobrze potęgę autorytetu prawdziwej wiedzy. Wykłady Kazimierza Twardowskiego były chyba najlepszymi, jakich kiedykolwiek w życiu słuchałem. Miał on przedziwny dar przedstawiania najtrudniejszych zagadnień w sposób tak prosty i oczywisty, że każdemu uważnie słuchającemu wydawało się, że słucha rzeczy łatwych .
W 1900 roku został wybrany prezesem Towarzystwa Nauczycieli Szkół Wyższych.
Profesor zwyczajny od 1898 roku, dziekan Wydziału Filozoficznego w roku akademickim 1900/1901 oraz 1904/1905. W latach 1914–1917 pełnił funkcję rektora Uniwersytetu Lwowskiego, skutecznie przeciwstawiając się próbom odebraniu uniwersytetowi jego polskiego charakteru przez austriackiego ministra oświaty Hussarka, nieprzychylnego Polakom (dzięki nadaniu doktoratu honorowego Arcyksięciu Fryderykowi, naczelnemu wodzowi armii austriackiej). Szczególną aktywność wykazał w latach 1914–1915, gdy podczas okupacji rosyjskiej Lwowa uniwersytet został czasowo przeniesiony do Wiednia, organizując Dom Akademicki oraz system pomocy materialnej dla polskich studentów.
Podczas I wojny światowej na początku 1915 w Wiedniu wszedł w skład Komitetu Polskiego Archiwum Wojennego. W 1917 roku został odznaczony austriackim Krzyżem Komandorskim Orderu Franciszka Józefa
W okresie dyskusji i działań władz austriackich na rzecz utrakwistyczności (dwujęzyczności) Uniwersytetu, Twardowski, który nie miał uprzedzeń antyukraińskich, był zdecydowanym rzecznikiem polskiego charakteru Uniwersytetu Lwowskiego. W latach 1900–1910 opublikował na ten temat dwa artykuły. Wśród jego uczniów, seminarzystów i doktorantów było jednak wielu Ukraińców, m.in. Stefan Baley. Podczas walk z Ukraińcami o Lwów w latach 1918–1919 uczestniczył w patrolowaniu ulic Lwowa.
Został uhonorowany tytułami doktora honoris causa Uniwersytetu Warszawskiego (1929) oraz Uniwersytetu Poznańskiego (1930). Laureat Naukowej Nagrody m. Łodzi w 1936 r..
Zmarł 11 lutego 1938. Był kuzynem lwowskiego arcybiskupa Bolesława Twardowskiego, który nie wziął udziału w pogrzebie Kazimierza Twardowskiego.

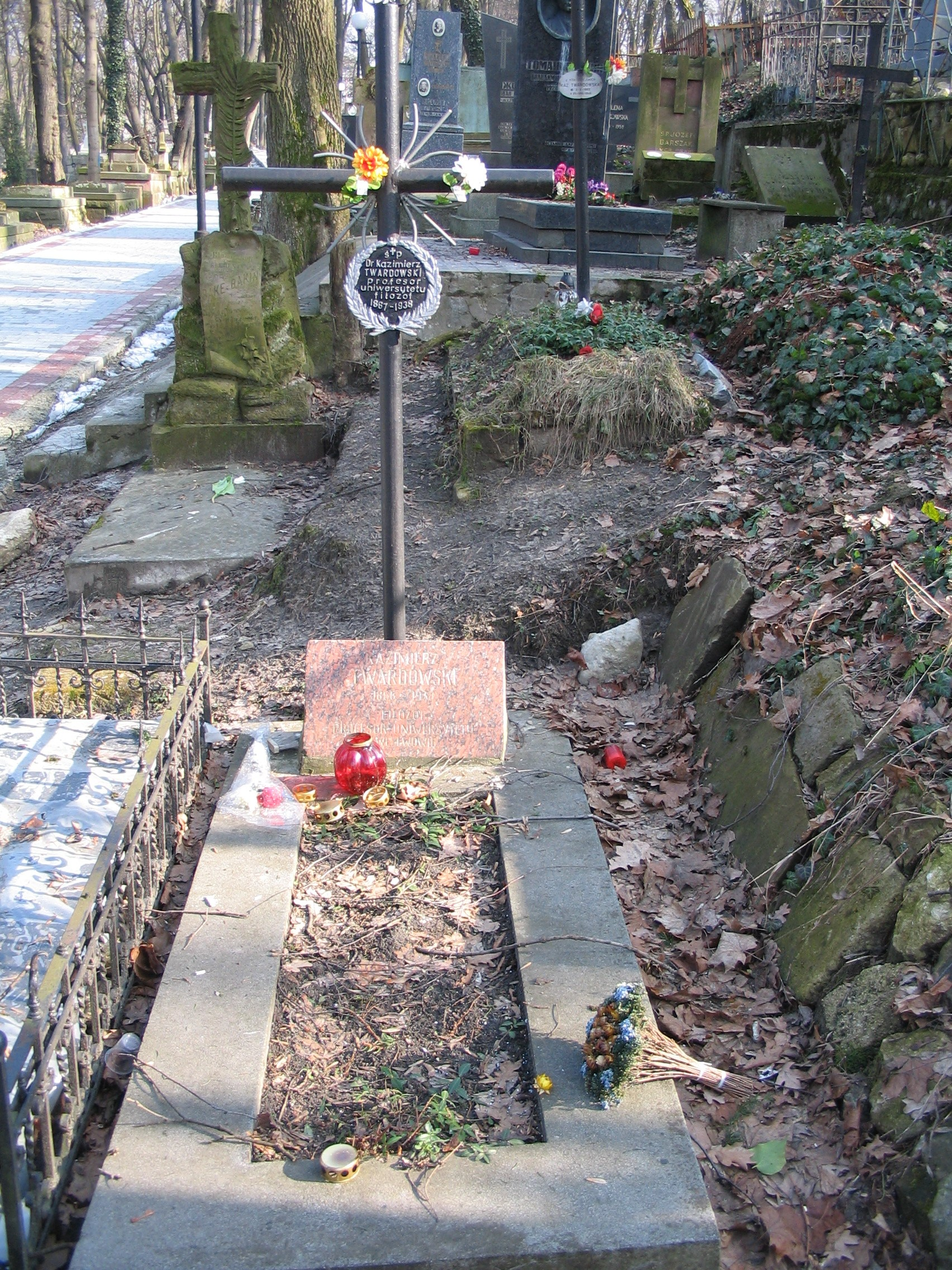
Grób prof. Twardowskiego na cmentarzu Łyczakowskim we Lwowie, 2007 r.

Wykształcił ponad 30 profesorów, jego uczniami byli:
- filozofowie, m.in.
  - Władysław Tatarkiewicz
  - Tadeusz Kotarbiński (logika)
  - Kazimierz Ajdukiewicz (logika)
  - Tadeusz Czeżowski (logika)
  - Jan Łukasiewicz (logika)
  - Henryk Mehlberg
  - Izydora Dąmbska
  - Kazimierz Sośnicki
  - Franciszek Smolka
  - Zygmunt Zawirski
  - Michał Treter
  - Tadeusz Olejniczak
  - Stanisław Leśniewski
  - Stanisław Kaczorowski
  - Salomon Igel
  - Karol Frenkel
  - Daniela Gromska (historia filozofii i filologia klasyczna)
  - Hersch Bad
- psycholodzy
  - Władysław Witwicki
  - Bronisław Bandrowski
  - Leopold Blaustein
  - Stefan Baley
  - Stefan Błachowski
  - Ludwik Jaxa-Bykowski
  - Mieczysław Kreutz
- specjaliści innych dziedzin humanistyki, m.in.
  - Juliusz Kleiner (historia literatury)
  - Manfred Kridl (historia literatury)
  - Jerzy Kuryłowicz (językoznawstwo)
  - Stanisław Łempicki (historia literatury)
  - Zygmunt Łempicki (germanistyka)
  - Ryszard Gansiniec (filologia klasyczna)
  - Mieczysław Gębarowicz (historia sztuki)
  - Wincenty Szumowski (historia medycyny)
  - Bohdan Nawroczyński (pedagogika)
  - Ostap Ortwin (krytyka literacka)
  - Feliks Kierski (pedagogika).

## Koncepcje filozoficzne
Twardowski zajął naczelne miejsce pod względem ugruntowania metodologii badawczej i definicyjnej w naukach filozoficznych i psychologii eksperymentalnej oraz nowej teorii podziału nauk na aprioryczne i empiryczne. Nie był uczonym „gabinetowym” – często odwiedzał kawiarnię Szkocką, gdzie królował w gronie filozofów i matematyków.
Szkoła Twardowskiego we Lwowie stała się zaczynem dla ośrodków filozoficznych na polskich uniwersytetach po odzyskaniu niepodległości (uniwersytety w Warszawie, Wilnie, Poznaniu i Krakowie). Liczyła ona przed wojną około 80 osób, lecz jej centrami były Lwów i Warszawa.

### Teoria sądów
Twardowski wprowadził do polskiej filozofii dyskusję na temat sądów w sensie psychologicznym. Zajmowały go istota aktów sądzenia oraz ich związek z innymi zjawiskami umysłu. Za Franzem Hillebrandem wyróżnił tu dwa stanowiska: allo- i idiogenetyczną teorię sądów. Teorie allogenetyczne (m.in. Mosesa Mendelssohna czy Immanuela Kanta), uznawały sądy za pewien układ czy kombinację kilku (co najmniej dwóch) przedstawień. Teorie idiogenetyczne (m.in. Franza Brentano) stwierdzały natomiast, że są możliwe również sądy, nie będące kombinacją przedstawień, lecz prostym stwierdzeniem istnienia (bądź nieistnienia) danego stanu rzeczy. Twardowski był zwolennikiem tej drugiej koncepcji, starając się rozwinąć i poprawić filozoficzne tezy Brentano.
Twardowski przyjmuje od Brentano podział zjawisk umysłowych na przedstawienia, sądy i emocje. Przedstawienia nie są składnikiem sądów, lecz je umożliwiają. Wystarczy przy tym już jedno przedstawienie, a nie dwa jak w stanowisku powyższym. Trzecią zasadniczą różnicą jest klasyfikacja aktu sądzenia – jest on zjawiskiem psychicznym sui generis, gdy tymczasem w stanowisku allogenicznym, takimi faktami są jedynie przedstawienia, które są jedynie syntetyzowane, analizowane czy kombinowane.
Rozwijając tezy Brentano, Twardowski rozróżnia akt, treść i przedmiot sądu. Aktem sądu jest stwierdzenie lub zaprzeczenie. Treścią sądu jest określona rzeczywistość (istnienie bądź nieistnienie). Przedmiotem natomiast jest to czego istnienie (bądź nieistnienie) jest stwierdzane lub zaprzeczane. Dzięki takiej konstrukcji sądu unika Twardowski błędu, który popełnił Brentano, nie rozróżniając samego przedmiotu i jego przedstawienia. W konsekwencji przedmioty istniejące w umyśle traktowane są na równi z przedmiotami istniejącymi w rzeczywistości pozaumysłowej i tak naprawdę nie można zaprzeczyć ich istnieniu.
Odnosząc się do idiogenicznych teorii sądów, Twardowski stwierdza, że ich niekompletność wynikała z faktu, że przedmiotem sądów są najczęściej różne relacje. Z tego powodu wnoszono, że sąd jest zjawiskiem złożonym z kilku przedstawień. Według niego jednak nie wyczerpuje to wszystkich możliwych aktów sądzenia. W przypadku bowiem kiedy stwierdzamy w prosty sposób, że coś istnieje (np. „Bóg istnieje”), mamy do czynienia jedynie z jednym przedstawieniem („Bóg”), które jest przedmiotem sądu. Takie zdania mają wskazywać, że teorie idiogeniczne są trafniejsze, tzn. tłumaczą szerszy zakres wypadków niż teorie allogeniczne.
Choć uznawano wkład Twardowskiego do teorii sądów, to jednak wytykano mu używanie błędnych etymologicznie nazw (idio- i allogenetyczne teorie sądów). Wskutek tej krytyki utrwaliła się inna ich forma: idiogeniczne i allogeniczne teorie sądów.

## Światopogląd
Znany był z antyklerykalnej postawy, choć nie był ateistą, lecz bezwyznaniowym teistą. Wierzył ponadto w nieśmiertelność duszy. Swoje przekonania religijne uważał przy tym za niemające znaczenia dla filozofii.

## Opublikowane prace
Był encyklopedystą oraz edytorem Encyklopedii zbiór wiadomości z wszystkich gałęzi wiedzy – polskiej encyklopedii wydanej w latach 1898–1907 przez społeczną organizację edukacyjną Macierz Polska, która działała w Galicji w okresie zaboru austriackiego. Opisał w niej zagadnienia z zakresu filozofii, teorii nauk oraz muzyki .
- Wyobrażenia i pojęcia. Lwów: Księgarnia H. Altenberga, 1898.
- O treści i przedmiocie przedstawień
- O tak zwanych prawdach względnych
- O czynnościach i wytworach
- O dostojeństwie Uniwersytetu
- Zasadnicze pojęcia dydaktyki i logiki
- O psychologii, jej przedmiocie, zadaniach, metodzie...
- O filozofii średniowiecznej: Wykładów sześć. Lwów, Warszawa: E. WENDE I SP., 1910. Brak numerów stron w książce
- Die Unsterblichkeitsfrage (2009, edycja pośmiertna rękopisu)

## Ordery i odznaczenia
- Krzyż Komandorski Orderu Odrodzenia Polski (10 listopada 1928)[28]
- Krzyż Komandorski Orderu Franciszka Józefa (1917)